# 政治経済学 (日本)
政治経済学（せいじけいざいがく）は経済学の学派で、本邦では1930年代後半に隆盛した。

## 概説
講座派・労農派のマルクス経済学派が、日本資本主義論争で全盛期を迎えた直後、当局による言論弾圧で壊滅したのち、中山伊知郎らを代表格とする純粋経済学に対抗する潮流として急速に台頭した。
政治経済学は「日本歴史派」「日本経済学」「皇道経済学」「生活経済学」「国防経済学」など多様な潮流を内包していたが、いずれも純粋経済学に対する批判として、理論偏重的で現実の政治経済から遊離し現在進行中の危機に対処できていないと見なした点で共通していた。当時の政策を反映して統制経済への強い関心を有するとともに、おもにローザンヌ学派の強い影響下にあった純粋経済学派に見られた欧米経済学理論への追従を反省し、「日本的なもの」を重視する特徴もあった。
しかし大半の「政治経済学」の研究業績は、時局への追随、すなわち総力戦のもとでの経済動員を追認・正当化する"俗流経済学"程度の水準で、戦後に軍国主義的経済学として柴田敬・難波田春夫など、この潮流に属した多くの学者が大学などの公職から追放された。柴田敬など後年に再評価される人物もいる。

## 主要な人物と著作
- 作田荘一『国民科学の成立』（国民精神文化研究所、1934年、弘文堂書房、1935年）
- 難波田春夫『国家と経済』（全5巻、日本評論社、1938年 - 1943年）
- 本位田祥男『統制経済の理論─協同経済への道─』（日本評論社、1938年）
- 土方成美『日本経済学への道』（日本評論社、1938年）
- 武村忠雄『統制経済と景気変動』（有斐閣、1938年）
- 山本勝市『計画経済の根本問題：経済計算の可能性に関する吟味』（理想社出版部、1939年）
- 福井孝治『経済と社会』（日本評論社、1939年）
- 大熊信行『政治経済学の問題』（日本評論社、1940年）
- 柴田敬『日本経済革新案大綱』（有斐閣、1940年）
- 石川興二『新体制の指導原理』（有斐閣、1940年）
- 谷口吉彦『新体制の理論』（千倉書房、1940年）
- 宮田喜代蔵『貨幣の生活理論』（日本評論社、1941年）
- 酒枝義旗『構成体論的経済学』（時潮社、1941年）
- 板垣與一『政治経済学の方法』（日本評論社、1942年）
- 赤松要『経済新秩序の形成原理』（理想社、1944年）

以下の人物は、厳密には「政治経済学」派とは言い難いが政治経済学と問題意識を共有する面があった。
- 高島善哉『経済社会学の根本問題』（日本評論社、1941年）
- 杉本栄一『統制経済の原理』（日本評論社、1943年）

## 政治経済学部
政治経済学部（せいじけいざいがくぶ）は、政治、経済などを中心に社会科学を学ぶ大学の学部である。政経学部（せいけいがくぶ）が正式名称となっている大学もある。
政治学科と経済学科のように片方を重点的に学ぶ場合もあれば、政治経済学科のように政治と経済を双方で学ぶ場合もある。また、国際政治経済学部を置いている大学もある。

### 政治経済学部を置く大学
- 早稲田大学
- 明治大学
- 東海大学
- 聖学院大学
- 大和大学

#### 他学部政治経済学科を置く大学
- 日本大学法学部

### 政経学部を置く大学
- 拓殖大学
- 国士舘大学

### その他
- 千葉大学法政経学部
- 朝鮮大学校政治経済学部

### 政治経済学部生の進路
政治経済学部は社会科学について学究することで、経済学部などと同様に多くの資格試験や公務員採用試験の受験科目を学べることとなっている。下記に代表的な事例を記載する。

#### 資格試験
- 公認会計士・監査審査会が行う国家試験である公認会計士試験の受験科目（経済学等）である。

#### 公務員採用試験
- 準キャリアと位置付けられている財務専門官採用試験を受験されている。
- 早稲田大学等は国税専門官採用試験の受験者が多く存在する。税務大学校での研修を経て国税専門官となる。国税専門官は勤務年数等の条件を充足すると税理士資格が付与される。